# Орзубек Назаров
Орзубек Пулетович Назаров (30 серпня 1966) — радянський і киргизстанський професійний боксер, чемпіон Європи і призер чемпіонату світу серед аматорів, чемпіон світу в легкій вазі за версією WBA (1993—1998).

## Аматорська кар'єра
На чемпіонаті світу 1986 завоював бронзову медаль.
- В 1/16 фіналу переміг Фарука Каратопа (Туреччина) — 5-0
- У 1/8 фіналу переміг Яна Нюхольма (Фінляндія) — 5-0
- У чвертьфіналі переміг Райнера Гіса (ФРН) — 5-0
- У півфіналі програв Адольфо Орта (Куба) — 2-3

Того ж 1986 року здобув перемоги над Даріушем Коседовським (Польща), Нергуїн Енхбат (Монголія) та Ромаллісом Елліс (США) і став переможцем Ігор доброї волі.
На чемпіонаті Європи 1987 став чемпіоном.
- У 1/8 фіналу переміг Абеля Цікоса (Угорщина) — 3-2
- У чвертьфіналі переміг Майкла Каррута (Ірландія) — 5-0
- У півфіналі переміг Даніеля Маерана (Румунія) — 3-2
- У фіналі переміг Еміла Чупренські (Болгарія) — 5-0

## Професіональна кар'єра
1990 року дебютував на профірингу. Провівши в Японії сімнадцять переможних боїв і вигравши титули чемпіона Японії в легкій вазі, 30 жовтня 1993 року у Йоганесбургу вийщов на бій проти місцевого чемпіона світу за версією WBA у легкій вазі Дінгаана Тобела і здобув перемогу одностайним рішенням. Здобувши перемогу над Дінгааном Тобела і в реванші 19 березня 1994 року, утримував звання чемпіона до 16 травня 1998 року, коли поступився одностайним рішенням Жану Батист Менді (Франція), після чого завершив кар'єру.